# Saran (Kazakistan)
Saran (in kazako Саран) è una città del Kazakistan, situata nella Regione di Karaganda.